# Temporada 2013 del Campeonato de Europa de Rallycross
La temporada 2013 es la primera edición del Campeonato de Europa de Rallycross. Comenzó el 31 de marzo en el Circuito de Lydden Hill y terminará el 22 de septiembre en el Circuito de Estering. Al igual que años anteriores, se disputaron tres categorías: SuperCar, Super1600 y TourginCar.

## Calendario
| Ronda | Fecha                          | Circuito                            |
| ----- | ------------------------------ | ----------------------------------- |
| 1     | 31 de mazo - 1 de abril        | Gran Bretaña, Lydden Hill           |
| 2     | 27-28 de abril                 | Portugal, Circuito de Montealegre   |
| 3     | 25-26 de mayo                  | Hungría, Nyirádi Motorsport Centrum |
| 4     | 8-9 de junio                   | Finlandia, Kouvola                  |
| 5     | 15-16 de junio                 | Noruega, Hell                       |
| 6     | 6-7 de julio                   | Suecia, Höljes                      |
| 7     | 31 de agosto - 1 de septiembre | Francia, Lohéac                     |
| 8     | 14-15 de septiembre            | Austria, Greinbach                  |
| 9     | 21-22 de septiembre            | Alemania, Buxtehude                 |

## Clasificaciones

### SuperCars
- Clasificación de pilotos categoría SuperCars.[2]

| Pos. | Piloto                   | GBR          | POR             | HUN              | FIN          | NOR          | SWE             | FRA             | AUT          | GER           | Puntos |
| ---- | ------------------------ | ------------ | --------------- | ---------------- | ------------ | ------------ | --------------- | --------------- | ------------ | ------------- | ------ |
| 1    | Timur Timerzyanov        | 5 11 + 6 + 2 | 6 16 + 6 + 0    | 2 15 + 6 + 5     | 2 10 + 6 + 5 | 2 12 + 5 + 5 | 11 7 + 3        | 4 16 + 4 + 3    | 2 9 + 4 + 5  | 4 15 + 6 + 3  | 185    |
| 2    | Davy Jeanney             | 6 13 + 5 + D | 5 15 + 4 + 2    | 3 16 + 5 + 4 -15 | 8 12 + 1     | 3 13 + 5 + 4 | 8 14 + 1        | 3 15 + 5 + 4    | 3 10 + 4 + 4 | 7 12 + 3      | 156    |
| 3    | Timmy Hansen             | 3 16 + 5 + 4 | 11 7 + 3        | 1 14 + 6 + 6     | 3 16 + 5 + 4 | 9 10 + 1     | 3 10 + 5 + 4    | 8 10 + 2        | 10 7 + 3     | 13 6 + 1      | 145    |
| 4    | Andreas Bakkerud         | 13 5         | 7 14 + 1        | 15 2             | 6 11 + 4 + 1 | 5 16 + 6 + 2 | 1 15 + 6 + 6    | 1 14 + 6 + 6    | 13 4         | 2 4 + 5 + 5   | 133    |
| 5    | Liam Doran               | 11 6         | 1 8 + 5 + 6     | 12 6             | 4 13 + 5 + 3 | 1 7 + 6 + 6  | 35              | 14 3            | 5 16 + 6 + 2 | 3 14 + 5 + 4  | 121    |
| 6    | Alexander Hvaal          | 8 12         | 4 6 + 4 + 3 -15 | 6 11 + 5 + 1     | 12 5 + 2     | 4 6 + 4 + 3  | 7 16 + 2        | 10 7 + 2        | 1 13 + 5 + 6 | 1 8 + 4 + 6   | 116    |
| 7    | Anton Marklund           | 7 15 + 1     | 9 9 + 2         | 8 12 + 3         | 9 8 + 3      | 7 14 + 3     | 21              | 13 4            | 7 14 + 2     | 9 10 + 2      | 102    |
| 8    | Petter Solberg           | 10 8 + 2     | 3 11 + 6 + 4    | 9 9 + 1          | 5 9 + 6 + 2  | 13 4         | 6 6 + 4 + 1 -30 | 2 9 + 6 + 5 -15 | 6 15 + 6 + 1 | 6 16 + 6 + 1  | 93     |
| 9    | Tanner Foust             | 1 14 + 6 + 6 | –               | –                | 1 14 + 4 + 6 | –            | –               | 6 12 + 5 + 1    | –            | –             | 68     |
| 10   | Peter Hedström           | 17           | 12 4 + 3        | 5 7 + 4 + 2      | 17           | 6 11 + 4 + 1 | 18              | 21              | 8 12 + 3     | 8 11 + 1      | 63     |
| 11   | Stig-Olov Walfridsson    | 12 3 + 3     | 8 12 + 2        | 17               | 18           | 16 1         | 14 3            | –               | 4 6 + 5 + 3  | 5 13 + 4 + 2  | 57     |
| 12   | Knut Ove Børseth         | 9 9 + 2      | 10 10           | 4 10 + 4 + 3     | 10 7 + 1     | 17           | 16 1            | –               | –            | –             | 47     |
| 13   | Mats Lysen               | –            | 2 13 + 5 + 5    | 7 13 + 3         | 14 3         | 22           | 19              | –               | –            | –             | 42     |
| 14   | Daniel Holten            | –            | –               | –                | –            | 11 8 + 2     | 5 11 + 5 + 2    | –               | –            | –             | 28     |
| 15   | Henning Solberg          | 15 2 + 3     | –               | –                | –            | 18           | 4 9 + 4 + 3     | 12 6 + 1        | –            | –             | 28     |
| 16   | Jussi-Petteri Leppihalme | 2 10 + 4 + 5 | –               | –                | 19           | 12 5 + 3     | 31              | –               | –            | –             | 27     |
| 17   | Mattias Ekström          | –            | –               | –                | -            | –            | 2 12 + 6 + 5    | –               | –            | –             | 23     |
| 18   | Toomas Heikkinen         | –            | –               | –                | 7 15 + 3     | –            | –               | –               | –            | –             | 18     |
| 19   | Gaetan Serazin           | –            | –               | –                | –            | –            | –               | 5 11 + 4 + 2    | –            | –             | 17     |
| 20   | Tommy Rustad             | –            | –               | –                | –            | 8 15 + 1     | 17              | –               | –            | –             | 16     |
| 21   | Frode Holte              | –            | –               | –                | –            | –            | –               | –               | 9 11 + 1     | 14 3          | 15     |
| 22   | Patrik Sandell           | –            | –               | –                | –            | –            | 9 13 + 1        | –               | –            | –             | 14     |
| 23   | Julian Godfrey           | 4 7 + 4 + 3  | –               | –                | –            | –            | –               | –               | –            | –             | 14     |
| 24   | Fabien Pailler           | –            | –               | –                | –            | –            | –               | 7 13 + 1        | –            | –             | 14     |
| 25   | Morten Bermingrud        | –            | –               | –                | –            | 15 2         | 15 2            | 20              | –            | 11 7 + 2      | 13     |
| 26   | Tord Linnerud            | –            | –               | –                | –            | 10 9 + 2     | –               | –               | 11 8 + 0     | 12 5 + 3 – 15 | 12     |
| 27   | Sébastien Loeb           | –            | –               | –                | –            | –            | –               | 9 8 + 3         | –            | –             | 11     |
| 28   | Johan Kristoffersson     | –            | –               | –                | –            | –            | 10 8 + 3        | –               | –            | –             | 11     |
| 29   | Zoltán Harsányi          | –            | –               | 10 8 + 2         | –            | –            | –               | –               | –            | –             | 10     |
| 30   | Toni Lukander            | –            | –               | –                | 15 2         | –            | 12 5 + 2        | –               | –            | –             | 9      |
| 31   | Ari Perkiömäki           | –            | –               | –                | 11 6 + 2     | –            | –               | –               | –            | –             | 8      |
| 32   | Jean-Philippe Dayraut    | –            | –               | –                | –            | –            | –               | 11 5 + 3        | –            | –             | 8      |
| 33   | Attila Mózer             | –            | –               | 11 5 + 2         | –            | –            | –               | –               | –            | –             | 7      |
| 34   | Michael de Keersmaecker  | –            | 14 3            | 13 4             | –            | –            | –               | –               | –            | –             | 7      |
| 35   | Jean-Luc Pailler         | –            | 13 5 + 1        | –                | –            | –            | –               | 28              | –            | –             | 6      |
| 36   | Jos Jansen               | 16 1         | 16 1            | 16 1             | 20           | 20           | 24              | 26              | 15 2         | 18            | 5      |
| 37   | Brian Deegan             | –            | –               | –                | 13 4         | –            | –               | –               | –            | –             | 4      |
| 38   | Zoltán Vass              | –            | –               | 14 3 + 1         | –            | –            | –               | –               | –            | –             | 4      |
| 39   | Mikael Thiman            | –            | –               | –                | –            | –            | 13 4            | –               | –            | –             | 4      |
| 40   | Andy Scott               | 14 4 + 1     | 15 2            | 19 −15           | 26           | 19           | 23              | 15 2            | 12 5 + 2     | 15 2          | 3      |
| 41   | Tore Kristoffersen       | –            | –               | –                | –            | 14 3         | 25              | 27              | –            | –             | 3      |
| 42   | Alois Höller             | –            | –               | –                | –            | –            | –               | –               | 14 3         | –             | 3      |
| 43   | Dennis Rømer             | –            | –               | –                | –            | –            | 34              | –               | –            | 16 1          | 1      |
| 44   | Hervé Lemoinnier         | –            | –               | –                | –            | –            | –               | 16 1            | –            | –             | 1      |
| 45   | Mats Öhman               | –            | –               | –                | –            | –            | 27 – 15         | 25              | –            | 10 9 + D      | -6     |
| 46   | Aki Karttunen            | –            | –               | –                | 16 1 -15     | –            | –               | –               | –            | –             | -14    |
| 47   | Andri Õun                | –            | –               | –                | –            | 24 -15       | 33              | –               | –            | –             | -15    |
| 48   | Kris Meeke               | –            | –               | –                | –            | –            | -               | 18 -15          | –            | –             | -15    |

### Super1600
- Clasificación pilotos categoría Super1600.[3]

| Pos. | Piloto                   | GBR          | POR          | HUN          | FIN          | NOR          | SWE          | FRA          | AUT          | GER          | Puntos |
| ---- | ------------------------ | ------------ | ------------ | ------------ | ------------ | ------------ | ------------ | ------------ | ------------ | ------------ | ------ |
| 1    | Reinis Nitišs            | 6 13 + 4 + 1 | 4 16 + 5 + 3 | 1 16 + 6 + 6 | 1 14 + 6 + 6 | 1 16 + 6 + 6 | 2 11 + 6 + 5 | 1 16 + 6 + 6 | 1 16 + 6 + 6 | 1 14 + 5 + 6 | 227    |
| 2    | Ildar Rakhmatullin       | 5 15 + 6 + 2 | 5 13 + 5 + 2 | 2 15 + 6 + 5 | 2 13 + 6 + 5 | 2 9 + 5 + 5  | 5 13 + 4 + 2 | 7 14 + 3     | 3 12 + 5 + 4 | 6 11 + 6 + 1 | 187    |
| 3    | Ulrik Linnemann          | 1 11 + 5 + 6 | 3 14 + 6 + 4 | 6 12 + 5 + 0 | 5 11 + 4 + 2 | 3 15 + 6 + 4 | 1 16 + 6 + 6 | 22           | 2 15 + 6 + 5 | 3 16 + 6 + 4 | 185    |
| 4    | Eric Färén               | 3 16 + 6 + 4 | 2 10 + 4 + 5 | 7 14 + 2     | 3 15 + 5 + 4 | 5 14 + 5 + 2 | 4 14 + 5 + 3 | 5 11 + 5 + 2 | 5 14 + 4 + 2 | 5 12 + 4 + 2 | 184    |
| 5    | Timur Shigaboutdinov     | 4 14 + 5 + 3 | 10 7 + 2     | 12 6 + 3     | 4 12 + 4 + 3 | 7 13 + 3     | 15 2         | 11 6 + 2     | 10 8 + 1     | 2 13 + 5 + 5 | 117    |
| 6    | Sergej Zagumennov        | 8 9 + 3      | 6 9 + 4 + 1  | 9 10 + 1     | 9 8 + 1      | 4 11 + 4 + 3 | –            | 18           | 4 11 + 4 + 3 | 4 15 + 4 + 3 | 104    |
| 7    | Vadim Makarov            | 2 12 + 4 + 5 | 7 12 + 3     | 5 5 + 4 + 2  | 6 16 + 5 + 1 | –            | 3 12 + 4 + 4 | 9 9 + 3      | –            | –            | 101    |
| 8    | Kevin Eriksson           | 9 8 + 1      | 1 15 + 6 + 6 | 3 13 + 5 + 4 | –            | 6 12 + 4 + 1 | 6 15 + 5 + 1 | –            | –            | –            | 96     |
| 9    | Rasul Minnikhanov        | –            | 8 11 + 3     | 4 8 + 4 + 3  | 8 9 + 3      | 8 10 + 3     | 7 10 + 1     | 17           | 14 3         | 9 8 + 0      | 76     |
| 10   | René Münnich             | 7 10 + 3     | –            | 8 11 + 3     | –            | –            | 8 9 + 1      | 12 5 + 2     | 9 7 + 3      | –            | 54     |
| 11   | Andreas Steffen          | –            | –            | –            | –            | 9 8 + 2      | 12 5 + 3     | –            | –            | 8 9 + 3      | 30     |
| 12   | Janno Ligur              | –            | –            | –            | 13 4         | –            | 10 7 + 2     | –            | 12 5 + 1     | 12 5 + 2     | 26     |
| 13   | Steven Bossard           | –            | –            | –            | –            | –            | –            | 2 15 + 6 + 5 | –            | –            | 26     |
| 14   | Christian Petrakovits    | 13 4         | –            | 15 2         | –            | –            | –            | –            | 6 13 + 5 + 1 | –            | 25     |
| 15   | Ondrej Smetana           | –            | –            | –            | –            | –            | 13 4         | 21           | 7 10 + 2     | 10 7 + 1     | 24     |
| 16   | David Olivier            | –            | –            | –            | –            | –            | –            | 3 12 + 5 + 4 | –            | –            | 21     |
| 17   | Mandie August            | 10 7 + 2     | –            | 18           | –            | –            | 17           | –            | 11 6 + 3     | –            | 18     |
| 18   | Ernestas Staponkus       | 11 6 + 2     | –            | –            | 10 7 + 2     | –            | –            | –            | –            | –            | 17     |
| 19   | Laurent Chartrain        | –            | –            | –            | –            | –            | –            | 6 10 + 4 + 1 | –            | –            | 15     |
| 20   | Jean Baptiste Dubourg    | –            | –            | –            | –            | –            | –            | 8 13 + 1     | –            | –            | 14     |
| 21   | Maximilien Eveno         | –            | –            | –            | –            | –            | –            | 4 7 + 4 + 3  | –            | –            | 14     |
| 22   | Rudolf Schafer           | –            | 9 8 + 2      | –            | –            | –            | –            | 13 4         | –            | –            | 14     |
| 23   | Kasparas Navickas        | –            | –            | –            | –            | –            | –            | –            | –            | 7 10 + 3     | 13     |
| 24   | Joni Wiman               | –            | –            | –            | 7 10 + 3     | –            | –            | –            | –            | –            | 13     |
| 25   | Siim Saluri              | –            | –            | –            | 11 6 + 2     | –            | 14 3         | –            | –            | 16 1         | 12     |
| 26   | Werner Panhauser         | –            | –            | –            | –            | –            | –            | –            | 8 9 + 2      | –            | 11     |
| 27   | Luigi                    | –            | –            | 10 9 + 1     | –            | –            | –            | –            | –            | –            | 10     |
| 28   | Sandra Hultgren          | –            | –            | –            | –            | –            | 9 8 + 2      | –            | –            | –            | 10     |
| 29   | Simon Olofsson           | –            | –            | –            | –            | –            | 11 6 + 3     | –            | –            | –            | 9      |
| 30   | Julien Febreau           | –            | –            | –            | –            | –            | –            | 10 8 + 1     | –            | –            | 9      |
| 31   | Gábor Bánkuti            | –            | –            | 11 7 + 2     | –            | –            | –            | –            | –            | –            | 9      |
| 32   | Malin Gjerstad           | –            | –            | –            | –            | 10 7 + 2     | 22           | –            | –            | –            | 9      |
| 33   | Sven Seeliger            | –            | –            | –            | –            | –            | –            | –            | –            | 11 6 + 2     | 8      |
| 34   | José Polonio             | –            | 11 6 + 1     | –            | –            | –            | –            | –            | –            | –            | 7      |
| 35   | Ralph Wilhelm            | 12 5 + 1     | –            | –            | –            | –            | –            | –            | –            | 19           | 6      |
| 36   | Pedro Ribeiro            | –            | 12 5 + 1     | –            | –            | –            | –            | –            | –            | –            | 6      |
| 37   | Reinis Safonovs          | –            | –            | –            | 12 5 + 1     | –            | –            | –            | –            | –            | 6      |
| 38   | Klaus Freudenthaler      | –            | –            | 13 4         | –            | –            | –            | –            | –            | –            | 4      |
| 39   | Mike Louring Frederiksen | –            | –            | –            | –            | –            | –            | –            | –            | 13 4         | 4      |
| 40   | Szabolcs Végh            | –            | –            | –            | –            | –            | –            | –            | 13 4         | 17           | 4      |
| 41   | Mickael Martin           | –            | –            | –            | –            | –            | –            | 14 3         | –            | –            | 3      |
| 42   | Béla Gorácz              | –            | –            | 14 3         | –            | –            | –            | –            | –            | –            | 3      |
| 43   | Clemens Meyer            | –            | –            | –            | –            | –            | –            | –            | –            | 14 3         | 3      |
| 44   | Davy van den Branden     | –            | –            | –            | –            | –            | –            | –            | –            | 15 2         | 2      |
| 45   | Guillaume Bergeon        | –            | –            | –            | –            | –            | –            | 15 2         | –            | –            | 2      |
| 46   | Eric Guillemette         | –            | –            | –            | –            | –            | –            | 16 1         | –            | –            | 1      |
| 47   | Robert Aamodt            | –            | –            | –            | –            | –            | 16 1         | –            | –            | –            | 1      |
| 48   | Béla Ujházi              | –            | –            | 16 1         | –            | –            | –            | –            | –            | –            | 1      |

### Touringcars
- Clasificación pilotos categoría TouringCar.[4]

| Pos. | Piloto               | GBR          | POR      | HUN      | FIN      | NOR          | SWE          | FRA          | AUT          | GER          | Puntos |
| ---- | -------------------- | ------------ | -------- | -------- | -------- | ------------ | ------------ | ------------ | ------------ | ------------ | ------ |
| 1    | Derek Tohill         | 1 13 + 6 + 6 | 5 12 + 2 | 3 16 + 4 | 2 16 + 5 | 2 15 + 6 + 5 | 1 16 + 6 + 6 | 1 16 + 6 + 6 | 1 16 + 6 + 6 | 6 15 + 6 + 1 | 212    |
| 2    | Robin Larsson        | 2 11 + 5 + 5 | 1 16 + 6 | 5 15 + 2 | 6 13 + 1 | 10 7 + 1     | 5 9 + 5 + 2  | 6 12 + 5 + 1 | 2 15 + 6 + 5 | 1 16 + 6 + 6 | 170    |
| 3    | Roman Častoral       | 3 14 + 5 + 4 | 3 15 + 4 | 2 13 + 5 | 1 14 + 6 | 7 11 + 3     | 3 11 + 4 + 4 | 3 14 + 4 + 4 | 3 14 + 5 + 4 | 9 7 + 3      | 168    |
| 4    | Koen Pauwels         | 4 15 + 4 + 3 | 2 13 + 5 | 4 12 + 3 | 8 9      | 4 14 + 5 + 3 | 10 10 + 2    | 5 15 + 5 + 2 | 4 13 + 4 + 2 | 7 14 + 3     | 156    |
| 5    | Daniel Lundh         | 8 9 + 3      | –        | 1 14 + 6 | 3 15 + 4 | 9 10 + 3     | 2 15 + 6 + 5 | 2 13 + 6 + 5 | 3 11 + 5 + 3 | 5 13 + 4 + 2 | 152    |
| 6    | David Nordgård       | 6 16 + 6 + 1 | 4 11 + 3 | 7 10     | 7 10     | 5 9 + 4 + 2  | 9 12 + 1     | 7 10 + 3     | 5 10 + 4 + 1 | 10 8 + 0     | 121    |
| 7    | Anders Bråten        | 7 12 + 3     | –        | –        | –        | 3 8 + 4 + 4  | 21           | 8 9 + 0      | –            | 2 12 + 4 + 5 | 61     |
| 8    | Ole Habjorg          | –            | –        | –        | –        | 8 12 + 1     | 11 7 + 3     | –            | 7 12 + 3     | 3 11 + 5 + 4 | 58     |
| 9    | Torleif Lona         | 5 10 + 4 + 2 | 6 14 + 1 | 6 11 + 1 | –        | –            | 6 8 + 4 + 1  | –            | –            | –            | 56     |
| 10   | Roger Enlund         | –            | –        | –        | 4 12 + 3 | 13 4         | 12 5 + 2     | 4 11 + 4 + 3 | 9 8          | –            | 52     |
| 11   | Lars Oivind Enerberg | –            | –        | –        | –        | 1 16 + 6 + 6 | 19           | –            | –            | –            | 28     |
| 12   | Jan Gabrielsen       | –            | –        | –        | –        | 11 6 + 2     | 8 13 + 1     | –            | –            | –            | 22     |
| 13   | Lars Rosendahl       | –            | –        | –        | –        | –            | 14 3         | –            | –            | 4 10 + 5 + 3 | 21     |
| 14   | Gyӧrgy Fodor         | –            | –        | 8 9      | –        | –            | –            | –            | 8 9 + 3      | –            | 21     |
| 15   | Christian Sandmo     | –            | –        | –        | –        | 6 13 + 5 + 1 | –            | –            | –            | –            | 19     |
| 16   | Ernst Holten Leifsen | –            | –        | –        | –        | –            | 7 14 + 3     | –            | –            | –            | 17     |
| 17   | Tom Daniel Tånevik   | –            | –        | –        | –        | –            | 4 6 + 5 + 3  | –            | –            | –            | 14     |
| 18   | Ville Rautiainen     | –            | –        | –        | 5 11 + 2 | –            | –            | –            | –            | –            | 13     |
| 19   | Janne Sinkkonen      | –            | –        | –        | –        | –            | –            | –            | –            | 8 9 + 2      | 11     |
| 20   | Tomi Koirikivi       | –            | –        | –        | 9 8      | –            | –            | –            | –            | –            | 8      |
| 21   | Cato Erga            | –            | –        | –        | –        | 12 5 + 2     | 18           | –            | –            | –            | 7      |
| 22   | Jakob Teil Hansen    | –            | –        | –        | –        | –            | 13 4         | –            | –            | –            | 4      |
| 23   | Jari Jårvenpää       | –            | –        | –        | –        | –            | 15 2         | –            | –            | –            | 2      |
| 24   | Ben-Philip Gundersen | –            | –        | –        | –        | –            | 16 1         | –            | –            | –            | 1      |